# Кобякове городище
Кобякове, Кобяковське городище — археологічна пам'ятка у Ростовській області на межі Ростова-на-Дону й Аксаю. Розташоване на правому березі Дону, на захід від гирла Кобяковської балки, поблизу Аксайського автомобільного мосту через річку Дон. Перші поселення існували тут у 10-8 сторіччях до Р. Х.. Помітні археологічні знахідки датовані 1-3 сторіччями після Р. Х..
Кобякове городище включає височину над берегом Дону, що фактично є оглядовим майданчиком, з якої відкриваються дивовиди на річку Дон, лівий берег Дону, Задоння, Аксайський автомобільний міст.

## Дослідження

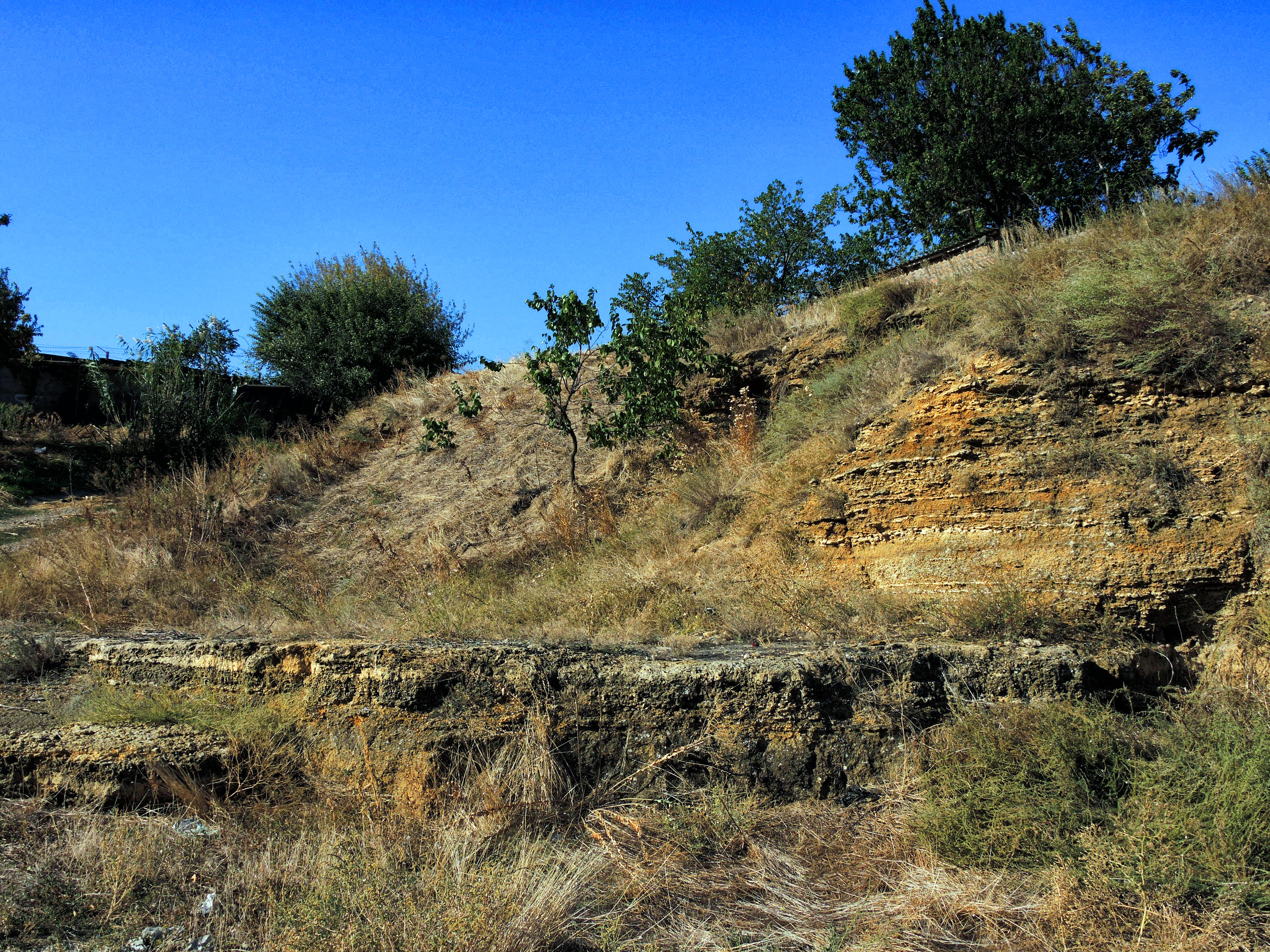
Пагорб городища

Перша археологічна експедиція на Півдні Росії у 1824 році проводила перші роботи на городищі. За сучасності на Кобяковому городищі видимі залишки споруд та сліди розкопок.
Низький рівень антропогенного навантаження у найвищій точці городища, що примикає до Дону, сприяє збереженню та проживанню у цьому місці куріпок.
Як історико-географічний об'єкт Кобякове городище не має визначених усталених меж.

## Меотське поселення Боспорської держави
Кобяково городище й Танаїс зв'язані з римської доби та Боспорської держави, що перебувало з 63 року до Р. Х. в залежності від Римської імперії. В історико-археологічній літературі говориться о поступовому переселенні кубанських племен меотів на Нижнє Подоння, що розпочалося за наказом боспорського царя. Спочатку в окрузі Танаїсу виникають Підазовское й Фортечне городища. Трохи пізніше виникає Нижньо-Гнилівське городище, а вже потім Кобяковське.

### Дата заснування Ростова-на-Дону
С. Маханьков, вказує на тісні взаємозв'язки між Танаїсом та меотськими городищами за римської доби та називає їх мешканців «танаїтами». Танаїти для нього є мешканцями «стародавнього Ростова», а 23 рік по Р. Х. (як найраніша і точно зафіксована надійним епіграфічним пам'ятником дата, коли згадуються «танаїти») відправною точкою двотисячорічної історії Ростова-на-Дону. Така історична концепція хоча і є дискусійною, але заслуговує на увагу.

## Резиденція половецького хана Кобяка

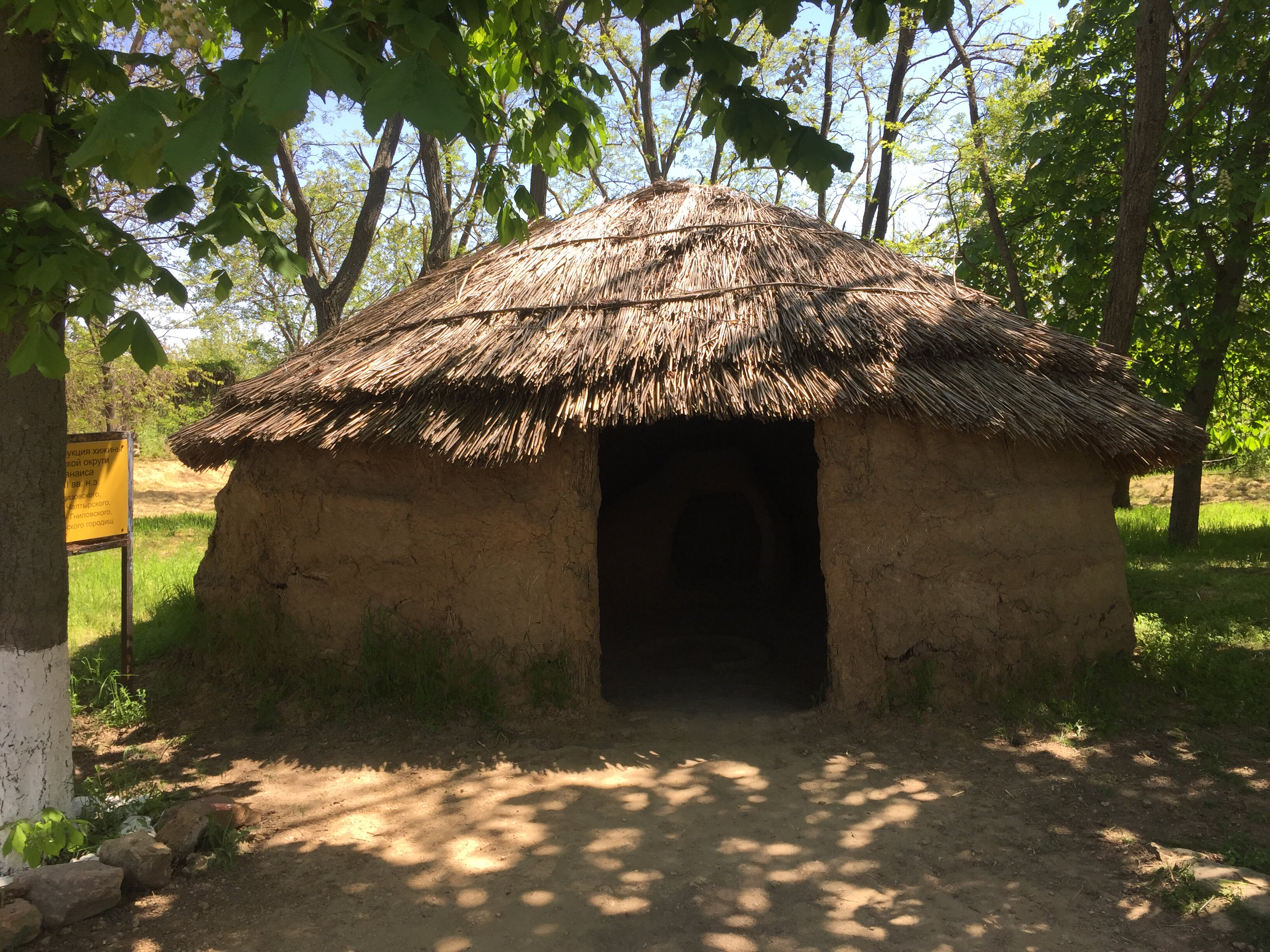
Такі хатини, ймовірно, займали більшу частину поселення.

Існує думка, що Кобяковське городище було резиденцією половецьких ханів, та назване за іменем половецького хана Кобяка. 

### Полон київського князя Ігора
Прапор Аксайського району має одним з символів деталі шолома-ерихонки на згадку про київського князя Ігоря, героя «Слова о полку Ігоревім», який перебував у цій місцевості в полоні у половців.

## Кобякове городище за Московського царства
Вперше словосполучення «Кобяково городище» зустрічається в листі від 7 липня 1570 року посла Івана Новосельцева до московського царя Івану Грозному. Ймовірно, біля Кобякова городища у 16-17 сторіччях був найближчий до турецьких володінь отаманський козацький стан, де розмінювалися послами й перемінювали провідників.

## Фільми
- «Back 3000. Річка Дон, Кобяково городище. За два з половиною години.» Рекреаційно-туристичний фільм В. В. Залеського.